# Гийом дьо Боплан
Гийом Левасер дьо Боплан (на френски: Guillaume Le Vasseur de Beauplan; на полски: Wilhelm le Vasseur de Beauplan; на украински: Ґійом Левассер де Боплан) е френски инженер и военен картограф, на полска служба.

## Биография
Роден е около 1595 година в Нормандия, като точната година и място не е известно, предполага се, че е в края на XVI век около град Руан. През 1616 г., още съвсем млад постъпва на военна служба като е назначен за комендант на крепостта Пон д`Арш в Нормандия и остава на този пост до 1624. В края на 20-те или началото на 30-те години на XVII век е поканен от полския крал Сигизмунд III на служба в Полша и назначен за старши капитан на артилерията и военен инженер.
Появяването и дългото пребиваване на Гийом дьо Боплан в Полша е тясно свързано с плановете и мероприятията, които осъществява тогава полската държава за защита на своите южни и югоизточни граници от своите съседи – Османската империя и Кримското ханство. Разбирайки опасността от незащитените си южни граници, полската държава решава да построи редица крепости в тези райони и в лицето на Боплан то намира изпълнител на своите планове.
От 1630 до 1648 картира (сравнително точно за тези времена) река Днепър (1100 км от долното ѝ течение), десните ѝ притоци Уж (256 км), Тетерев (385 км), Ирпен, Рос (350 км), Тясмин и др., заедно с басейните им, и река Южен Буг (806 км) с левите ѝ притоци Синюха (240 км) и Ингул (354 км). Сравнително точно картира и средното и долно течение на река Днестър (1352 км) с притоците ѝ – Гнилая Липа, Серет и Збруч (247 км). В резултат от дългогодишната му дейност успява да оконтури Приднепровското възвишение (323 м). Всичките му изследвания обхващат територия от около 500 хил. км.2 между 45º и 51º 30` с.ш. и 24º и 36º и.д.
Търсейки места, удобни за построяване на укрепления, Боплан много добре се запознава с топографията, етнографията, бита и положението на Украйна и близките до нея райони. Освен това, по поръчения на полския крал Владислав IV, се заема да състави подробна карта на изследваните райони и след приключването на работата си в Полша се връща във Франция, където издава събраните материали под заглавието: „Description d'Ukranie“ и подробни карти на Украйна и Полша.
Общата карта на Украйна („Tabula Geographica Ukrainska“ с размери 44,5×62,5 см, мащаб 1:1500000) е изработена през 1648 в ръкописен вариант. Тя съдържа информация за 275 населени места, 80 реки, 4 острова, 13 прагове на реки, 4 гори, 2 морета. През 1650 картата под название „Delineatio Generalis Camporum Desertorum vulgo Ukraina“ е отпечатана в Данциг в мащаб 1:1800000, 42×54,5 см, като картографските дейности са извършени от гравьора Гондиус. Картата е с южна ориентация, т.е. юг е горе, а север – в долната част. Съответно изток е вляво, а запад – вдясно.
На втората карта са отразени 1293 обекта, в т.ч. 993 населени места и 153 реки. Днес и двете карти се съхраняват във военния архив в Стокхолм. През 1660 г. картата е преиздадена в Руан от гравьора Ж. Тутен под заглавието: „Carte d'Ukranie Contenant plusiers Prouinces comprises entre les Confins de Moscouie et les Limites de Transiluanie“ и допълнена с текстово съдържание „Описание на Украйна“ (на френски: „Description d'Ukranie, qui sont plusieurs provinces du Royaume de Pologne. Contenues depuis les confins de la Moscovie, insques aux limites de la Transilvanie“), където се дават сведения за географията и икономиката, бита на селяните и др. През 1704 „Описанието на Украйна“ е преведено на английски, през 1780 – на немски, 1822 – на полски, 1832 – на руски език.